# Étrepigney
Étrepigney – miejscowość i gmina we Francji, w regionie Burgundia-Franche-Comté, w departamencie Jura.
Według danych na rok 1990 gminę zamieszkiwało 321 osób, a gęstość zaludnienia wynosiła 21 osób/km² (wśród 1786 gmin Franche-Comté Étrepigney plasuje się na 437. miejscu pod względem liczby ludności, natomiast pod względem powierzchni na miejscu 199.).